# Without You (chanson de David Guetta)
Pour les articles homonymes, voir Without You.
Singles par David Guetta
Little Bad Girl
(2011) Titanium
(2011)
Singles par Usher
Promise
(2011)
Whithout You est le troisième single de l'album Nothing but the Beat de David Guetta et américain Usher. Troisième single extrait du cinquième album studio Nothing but the Beat, sorti le 21 octobre 2011 sur les plateformes de téléchargement. La chanson est écrite par Usher, Taio Cruz, Rico Love, Guetta, Giorgio Tuinfort, Fred Rister, et est produite par David Guetta, Tuinfort, Fred Rister et Black Raw.
Le single se classe à la 4e place du Billboard Hot 100 aux États-Unis devenant le 3e single de David Guetta se classant dans le top 10 du hit-parade américain, après Club Can't Handle Me en 2010 et Sexy Bitch en 2009, et la position la plus élevée dans le Billboard Hot 100.

## Clip vidéo
Le clip vidéo a été tourné fin juillet 2011, dans une plage louée au Portugal. Le clip a été mise en ligne sur Youtube le 14 octobre 2011. La vidéo montre différentes fêtes qui se déroulent en Thaïlande, aux États-Unis, au Brésil et en Afrique du Sud. Dans le clip, les continents se fusionnent afin que les gens se rassemblent et font une grande fête.

## Crédits et personnels
Enregistrement
- Production, mixage et mastérisé au studio de Naples, Italie.
- Mixage vocal au studio de Oasis Mastering à Burbank en Californie.

Personnel
- Usher – auteur-compositeur
- Taio Cruz – auteur-compositeur
- Rico Love – auteur-compositeur
- David Guetta – auteur-compositeur, producteur
- Giorgio Tuinfort – auteur-compositeur, producteur
- Fred Rister – auteur-compositeur, producteur
- Black Raw – producteur, mixage, masterisé
- Mark "Exit" Goodchild – mixage vocal
- Kevin Hissink – guitare

## Liste des pistes
1. Without You (Extended) – 5:08
2. Without You (Nicky Romero Remix) – 5:49
3. Without You (R3hab's XS Remix) – 5:47
4. Without You (Armin van Buuren Remix) – 7:04
5. Without You (Radio Edit) – 3:28

- CD single

1. Without You (Original Version) – 3:28
2. Without You (Nicky Romero Remix) – 5:48

- Maxi Single Vinyle

1. Without You (Nicky Romero Remix) – 5:49
2. Without You (Extended) – 5:08
3. Without You (Armin van Buuren Remix) – 7:04
4. Without You (R3hab's XS Remix) – 5:47

- LNT Remix

1. Without You (LNT Remix) - 6:02

## Classements et certifications
| Classement (2011)                           | Meilleure position |
| ------------------------------------------- | ------------------ |
| Australie (ARIA)                            | 6                  |
| Autriche (Ö3 Austria Top 40)                | 5                  |
| Belgique (Flandre Ultratop 50 Singles)      | 5                  |
| Belgique (Wallonie Ultratop 50 Singles)     | 6                  |
| Canada (Canadian Hot 100)                   | 3                  |
| République tchèque                          | 22                 |
| Danemark (Tracklisten)                      | 7                  |
| France (SNEP)                               | 6                  |
| Allemagne (Media Control AG)                | 7                  |
| Hongrie (Rádiós Top 40)                     | 3                  |
| Irlande (IRMA)                              | 10                 |
| Italie (FIMI)                               | 2                  |
| Pays-Bas (Nederlandse Top 40)               | 6                  |
| Nouvelle-Zélande (RMNZ)                     | 5                  |
| Norvège (VG-lista)                          | 7                  |
| Pologne (Airplay Chart)                     | 5                  |
| Pologne (Dance Top 50)                      | 20                 |
| Écosse (OCC)                                | 4                  |
| Slovaquie (IFPI Rádio)                      | 14                 |
| Espagne (PROMUSICAE)                        | 17                 |
| Suède (Sverigetopplistan)                   | 5                  |
| Suisse (Schweizer Hitparade)                | 3                  |
| Royaume-Uni (UK Dance Chart)                | 2                  |
| Royaume-Uni (UK Singles Chart)              | 6                  |
| États-Unis (Billboard Hot 100),             | 4                  |
| États-Unis (Billboard Adult Pop Songs)      | 23                 |
| États-Unis (Billboard Hot Dance Club Songs) | 3                  |
| États-Unis (Billboard Latin Pop Songs),     | 36                 |
| États-Unis (Billboard Pop Songs),           | 1                  |

| Classement (2011)            | Position |
| ---------------------------- | -------- |
| Autriche Classement single   | 57       |
| Allemagne Classement single  | 39       |
| Suisse Classement single     | 43       |
| États-Unis Billboard Hot 100 | 73       |

| Pays                   | Certification | Ventes    |
| ---------------------- | ------------- | --------- |
| Allemagne (BVMI)       | Platine       | 300 000   |
| Australie ARIA         | 4 × Platine   | 280 000   |
| Autriche (IFPI)        | Or            | 15 000    |
| Belgique BEA           | Platine       | 30 000    |
| Danemark IFPI          | Platine       | 15 000    |
| Italie FIMI            | Platine       | 60 000    |
| Nouvelle-Zélande RIANZ | Or            | 7 500     |
| Royaume-Uni BPI        | Argent        | 200 000   |
| États-Unis RIAA        | 2 × Platine   | 2 684 000 |

## Historique de sortie
| Pays                       | Date              | Format                        |
| -------------------------- | ----------------- | ----------------------------- |
| États-Unis                 | 27 septembre 2011 | Mainstream et rhythmic radio  |
| Australie / CD maxi single | 21 octobre 2011   | EP Digital                    |
| Autriche                   | 21 octobre 2011   | EP Digital                    |
| Belgique                   | 21 octobre 2011   | EP Digital                    |
| Danemark                   | 21 octobre 2011   | EP Digital                    |
| Finlande                   | 21 octobre 2011   | EP Digital                    |
| France                     | 21 octobre 2011   | EP Digital                    |
| Allemagne                  | 21 octobre 2011   | EP Digital                    |
| Grèce                      | 21 octobre 2011   | EP Digital                    |
| Irlande                    | 21 octobre 2011   | EP Digital                    |
| Italie                     | 21 octobre 2011   | EP Digital                    |
| Japon                      | 21 octobre 2011   | EP Digital                    |
| Luxembourg                 | 21 octobre 2011   | EP Digital                    |
| Pays-Bas                   | 21 octobre 2011   | EP Digital                    |
| Nouvelle-Zélande           | 21 octobre 2011   | EP Digital                    |
| Norvège                    | 21 octobre 2011   | EP Digital                    |
| Portugal                   | 21 octobre 2011   | EP Digital                    |
| Suède                      | 21 octobre 2011   | EP Digital                    |
| Suisse                     | 21 octobre 2011   | EP Digital                    |
| Royaume-Uni                | 23 octobre 2011   | EP Digital                    |
| Allemagne                  | 4 novembre 2011   | CD single                     |
| États-Unis                 | 8 novembre 2011   | Hot AC radio                  |
| Royaume-Uni                | 15 novembre 2011  | CD single                     |
| États-Unis                 | 15 novembre 2011  | Téléchargement digital, remix |